# Laumersheim
Laumersheim ist eine Ortsgemeinde im rheinland-pfälzischen Landkreis Bad Dürkheim und liegt im Nordwesten der europäischen Metropolregion Rhein-Neckar. Der Winzerort gehört der Verbandsgemeinde Leiningerland an.

## Geographie

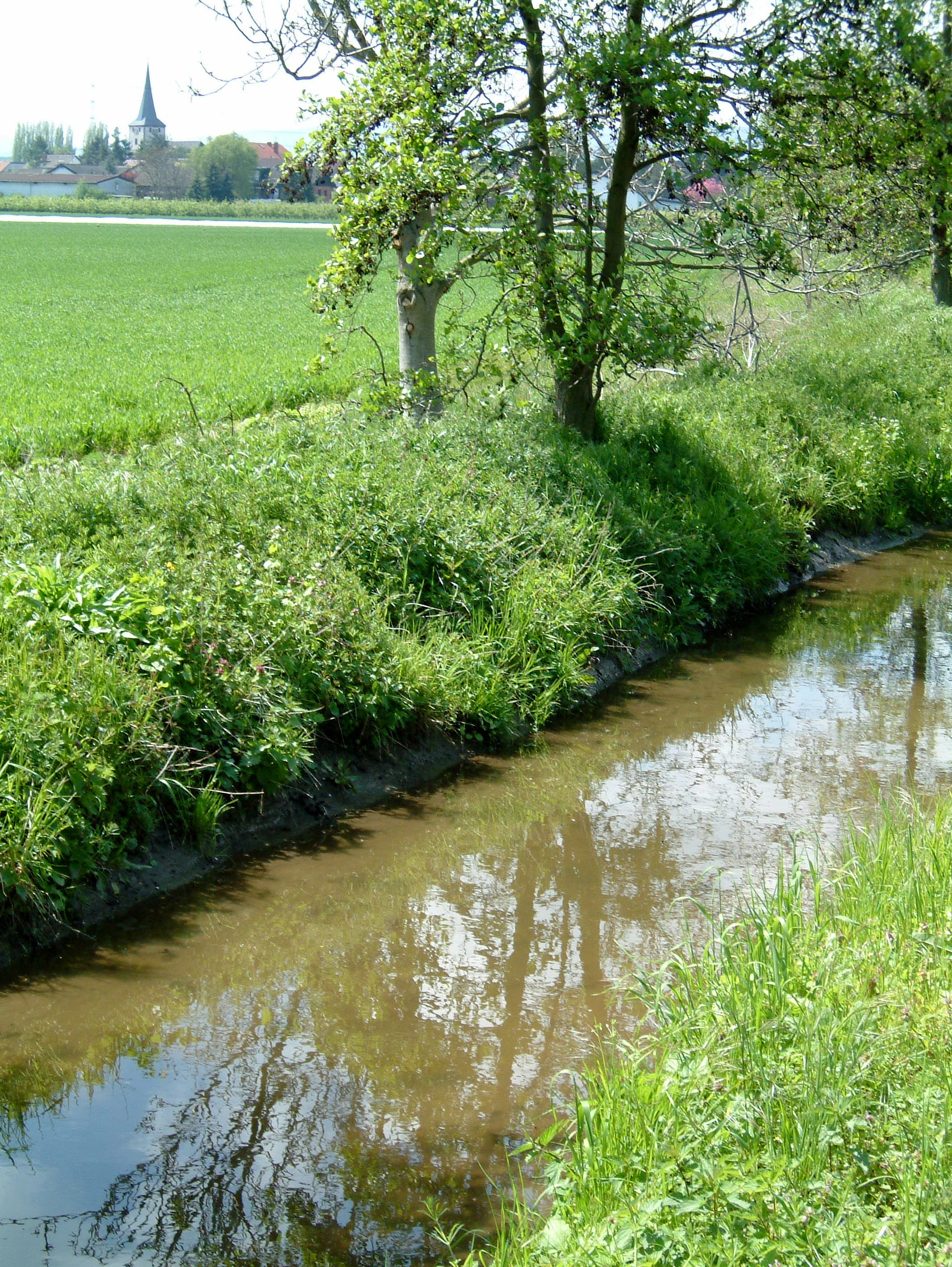
Eckbach unterhalb von Laumersheim (hinten)

Laumersheim liegt im historischen Leiningerland in der Talaue des Eckbachs, der das Dorf von Südwest nach Nordost durchfließt. Die Landschaft wird geprägt durch den hügeligen Übergangsbereich zwischen Mittelgebirge und Flachland; westlich erhebt sich die Haardt als Ostrand des Pfälzerwalds, im Osten erstreckt sich die Oberrheinische Tiefebene.
Die Hügelstruktur ist links des Eckbachs, nordwestlich von Laumersheim, besonders deutlich ausgeprägt. Dort liegt der Goldberg, eine 162 m hohe Erhebung, über welche die Wasserscheide zwischen den Einzugsgebieten des Eckbachs im Süden und seines linken Zuflusses Floßbach im Norden verläuft. Rechts des Eckbachs und südlich des Dorfes liegt mit dem 137 m hohen Palmberg ein wesentlich weniger markanter Hügel.
Nachbargemeinden sind im Uhrzeigersinn Obersülzen im Nordwesten, Dirmstein im Nordosten, Gerolsheim im Südosten, Weisenheim am Sand im Süden und Großkarlbach im Südwesten. Mit Ausnahme von Weisenheim (4 km, Verbandsgemeinde Freinsheim) sind sie jeweils rund 2 km entfernt und gehören wie Laumersheim der Verbandsgemeinde Leiningerland an.

## Geschichte
Die älteste erhaltene Erwähnung des Ortes – als Liutmarsheim – stammt vom Ende des 8. Jahrhunderts. Das spricht für einen fränkischen Gründer namens Liutmar oder Ludmar. Um 1155 kam das Dorf an die damals noch staufischen Pfalzgrafen, die es als Lehen an die Leininger gaben. Seit 1255 sind die Herren von Lumersheim bezeugt. Später hatten nacheinander die Herren von Randeck, die Löwensteiner, die Flersheimer, die Kurpfalz und – ab 1705 – das Hochstift Worms den Besitz inne. Das Kloster Otterberg war im Ort begütert.
Im Jahre 1364 erhielt Laumersheim durch Kaiser Karl IV. die Stadtrechte, verlor sie aber bereits 1422 wieder. Nach der Erhebung zur Stadt wurde der Ort auch befestigt. Allerdings sind die Mauern heute nicht mehr zu sehen, sie wurden 1525 im Bauernkrieg stark beschädigt und 1689 durch die Franzosen im Pfälzischen Erbfolgekrieg völlig zerstört. Das in der Ortsmitte gelegene, barocke Schloss Laumersheim geht auf eine Wasserburg zurück, die Hans von Flersheim, Schwiegervater des Ritters Franz von Sickingen, 1492 erbaut hatte.
Der Ort gehörte zum Landkreis Frankenthal (Pfalz), bis dieser 1969 aufgelöst wurde. Nach dem im gleichen Jahr vollzogenen Wechsel in den neuen Landkreis Bad Dürkheim wurde Laumersheim 1972 der ebenfalls neu gebildeten Verbandsgemeinde Grünstadt-Land zugeordnet, welche 2018 in der Verbandsgemeinde Leiningerland aufging.
Nach mehr als zwei Jahren Vorlaufzeit gruben am 15. September 2012 der Vermisstenforscher Uwe Benkel und seine Helfer auf einem Acker am Ortsrand Wrackteile und menschliche Überreste aus, die vom Absturz eines britischen Lancaster-Bombers im Zweiten Weltkrieg stammten. Dieser war in der Nacht vom 16. auf den 17. April 1943 beim Rückflug von einem Einsatz abgeschossen worden. Damals konnten Leichenteile von zwei der sieben Insassen geborgen werden; die Reste der fünf weiteren waren mit dem Wrack etwa 4 bis 5 m tief im seinerzeit sumpfigen Gelände südlich des Eckbachs versunken, das später zwecks landwirtschaftlicher Nutzung trockengelegt wurde.

### Konfessionsstatistik
2012 waren 45,3 % der Einwohner evangelisch und 28,9 % katholisch. Die übrigen gehörten einer anderen Glaubensgemeinschaft an oder waren konfessionsfrei. Der Anteil der Protestanten und Katholiken an der Gesamtbevölkerung ist seitdem jährlich um 1 Prozentpunkt gesunken. Ende Januar 2025 hatten 36,4 % der Einwohner die evangelische Konfession und 23,1 % die katholische. 40,5 % gehörten entweder einer anderen Glaubensgemeinschaft an oder waren konfessionslos.

## Politik

### Gemeinderat
Der Gemeinderat in Laumersheim besteht aus zwölf Ratsmitgliedern, die bei der Kommunalwahl am 9. Juni 2024 in einer Mehrheitswahl gewählt wurden, und dem ehrenamtlichen Ortsbürgermeister als Vorsitzendem.
Die Sitzverteilung im Gemeinderat:
| Wahl | SPD | CDU | FWG | Gesamt   |
| ---- | --- | --- | --- | -------- |
| 2024 | 5   | –   | 7   | 12 Sitze |
| 2019 | 4   | 3   | 5   | 12 Sitze |
| 2014 | 5   | 3   | 4   | 12 Sitze |
| 2009 | 5   | 3   | 4   | 12 Sitze |
| 2004 | 5   | 3   | 4   | 12 Sitze |

- FWG = Freie Wählergruppe Laumersheim e. V.

### Bürgermeister
Thomas Diehl (SPD) wurde am 10. Juli 2024 erneut Ortsbürgermeister von Laumersheim, nachdem er dieses Amt bereits von 2004 bis 2019 für drei Wahlperioden ausgeübt hatte. Bei der Direktwahl am 9. Juni 2024 war er als einziger Bewerber mit einem Stimmenanteil von 75,8 % gewählt worden.
Von 2019 bis 2024 hatte Arno Wieber (CDU) das Amt inne. Bei der Direktwahl am 26. Mai 2019 hatte er sich mit einem Stimmenanteil von 53,64 % gegen Thomas Diehl durchgesetzt. Bei der Wahl 2024 trat er nicht erneut an.

### Wappen
| Wappen von Laumersheim | Blasonierung: „Geteilt, oben in schwarzem, mit goldenen Kreuzchen besätem Feld ein mit abwärts gekehrtem Bart schrägrechts liegender silberner Schlüssel, unten in Blau rechts ein sechsstrahliger goldener Stern, links ein zunehmender goldener Halbmond.“                                 |
| Wappen von Laumersheim | Wappenbegründung: Es wurde 1924 vom Bayerischen Staatsministerium des Innern genehmigt und geht zurück auf ein Siegel von 1538. Dieses hatte zusätzlich noch den Pfälzer Löwen enthalten, der nach dem Übergang von der Kurpfalz zum Bistum Worms (1705) aus der Darstellung entfernt wurde. |

## Sehenswürdigkeiten

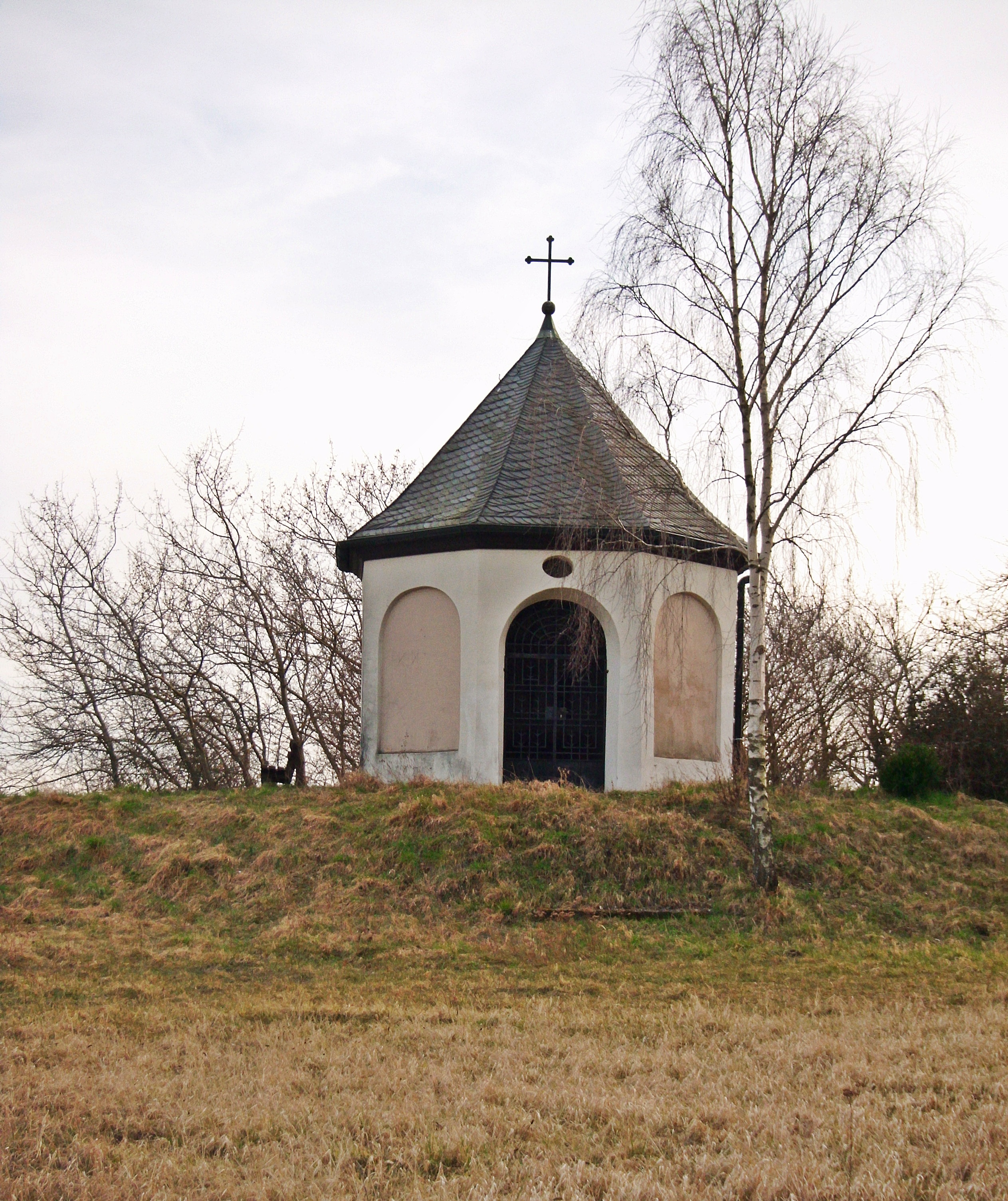
Heilig-Kreuz-Kapelle
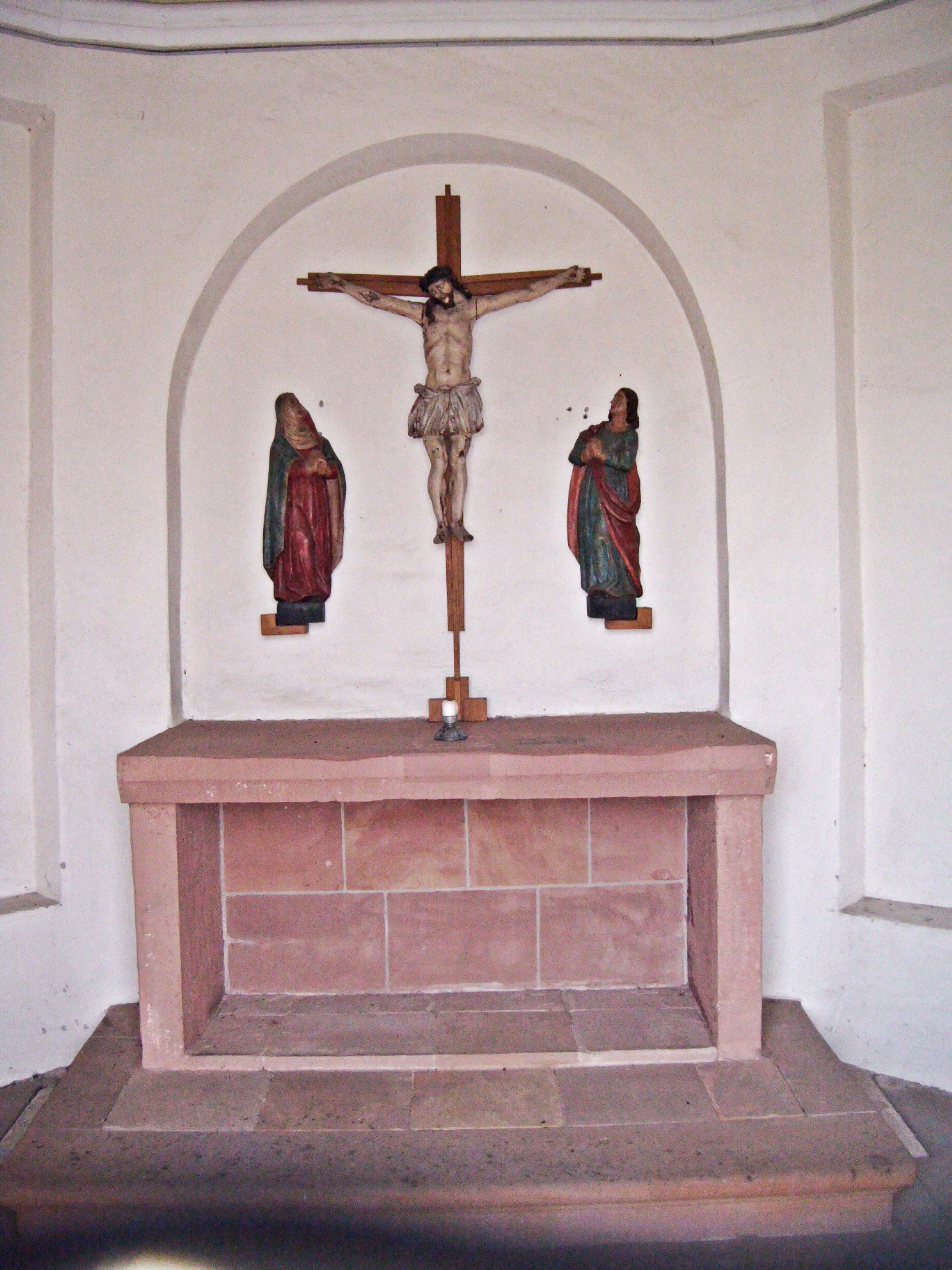
Altar der Heilig-Kreuz-Kapelle
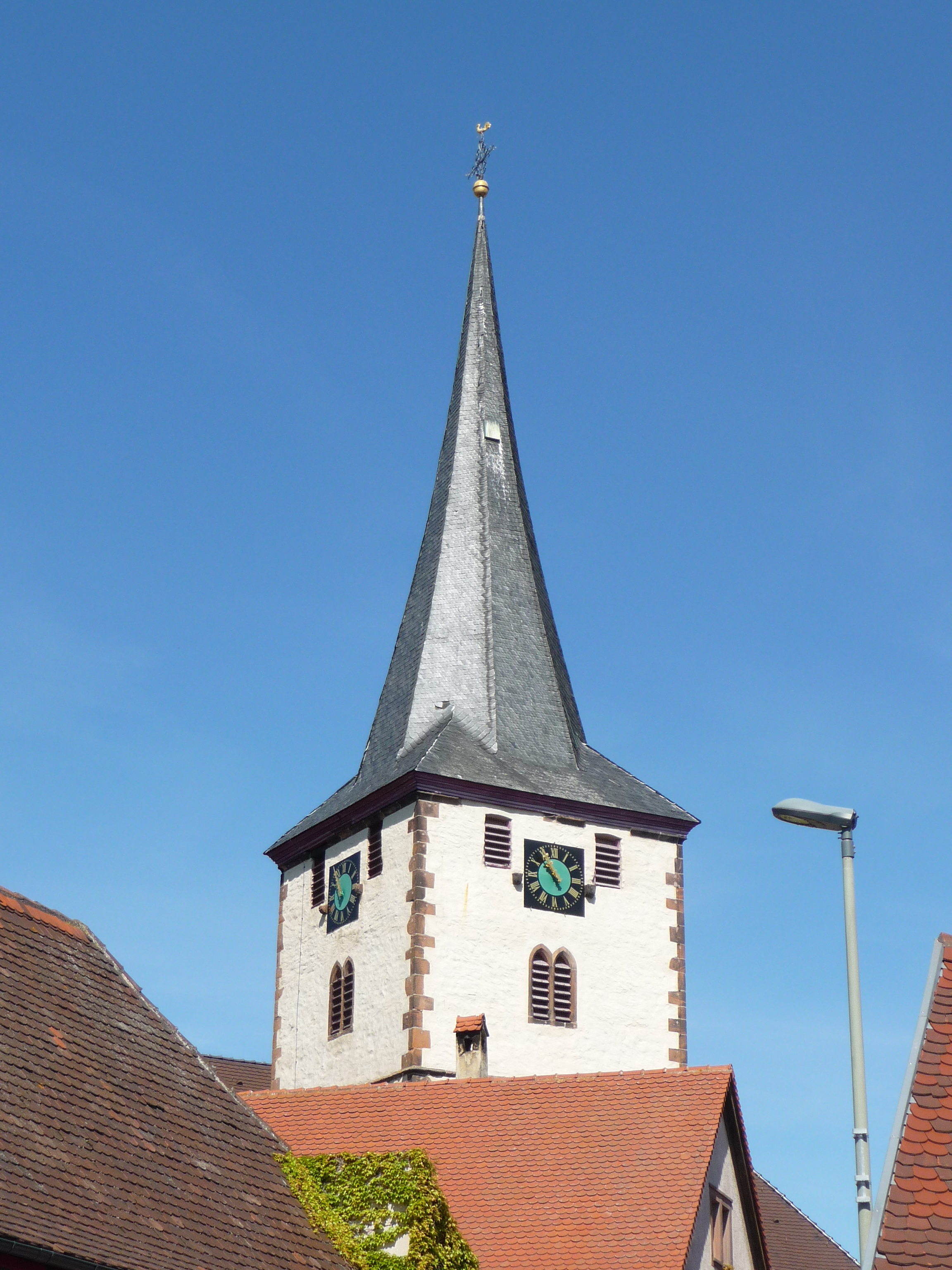
Turm der St.-Bartholomäus-Kirche
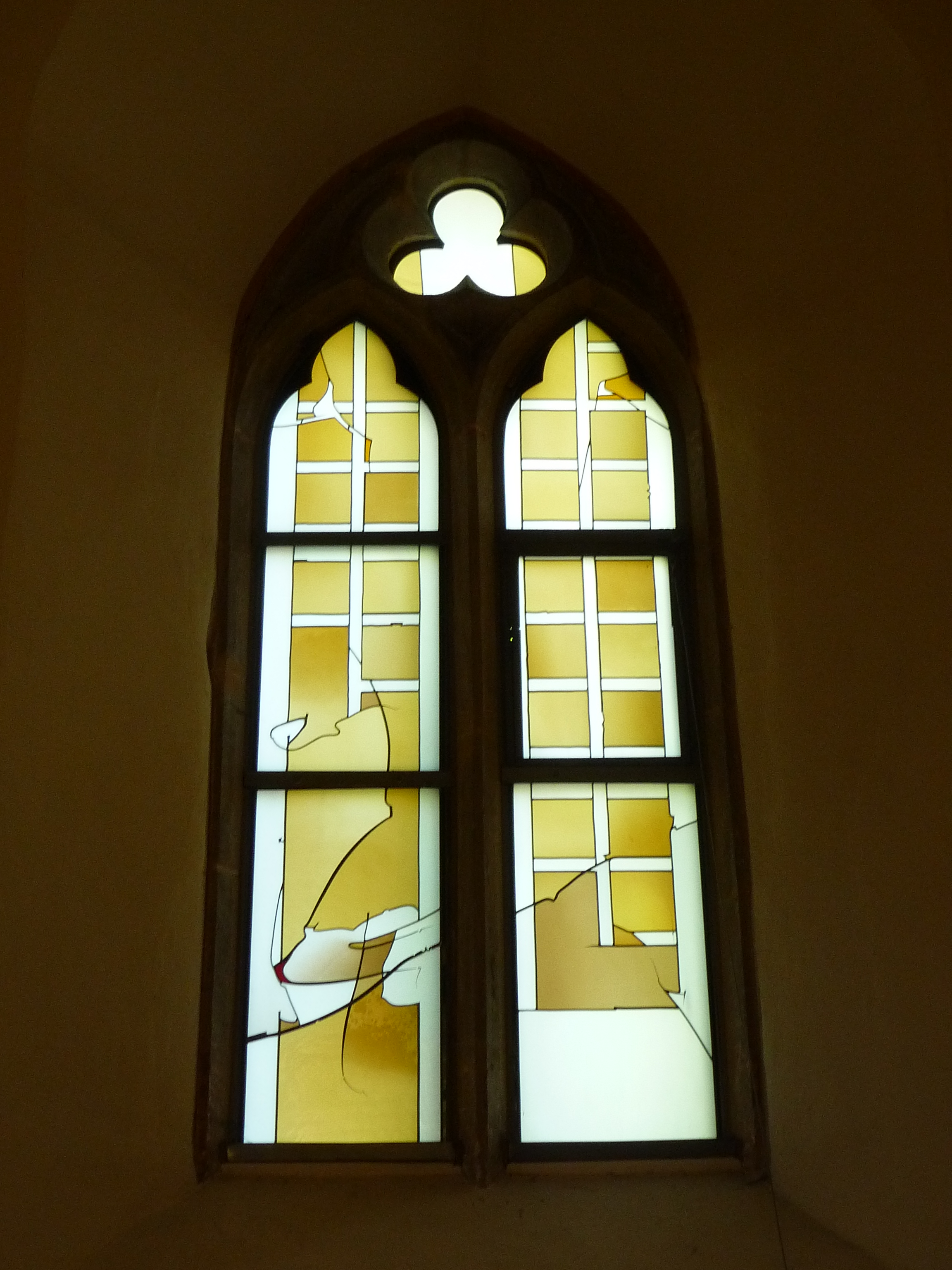
Fenster der St.-Bartholomäus-Kirche
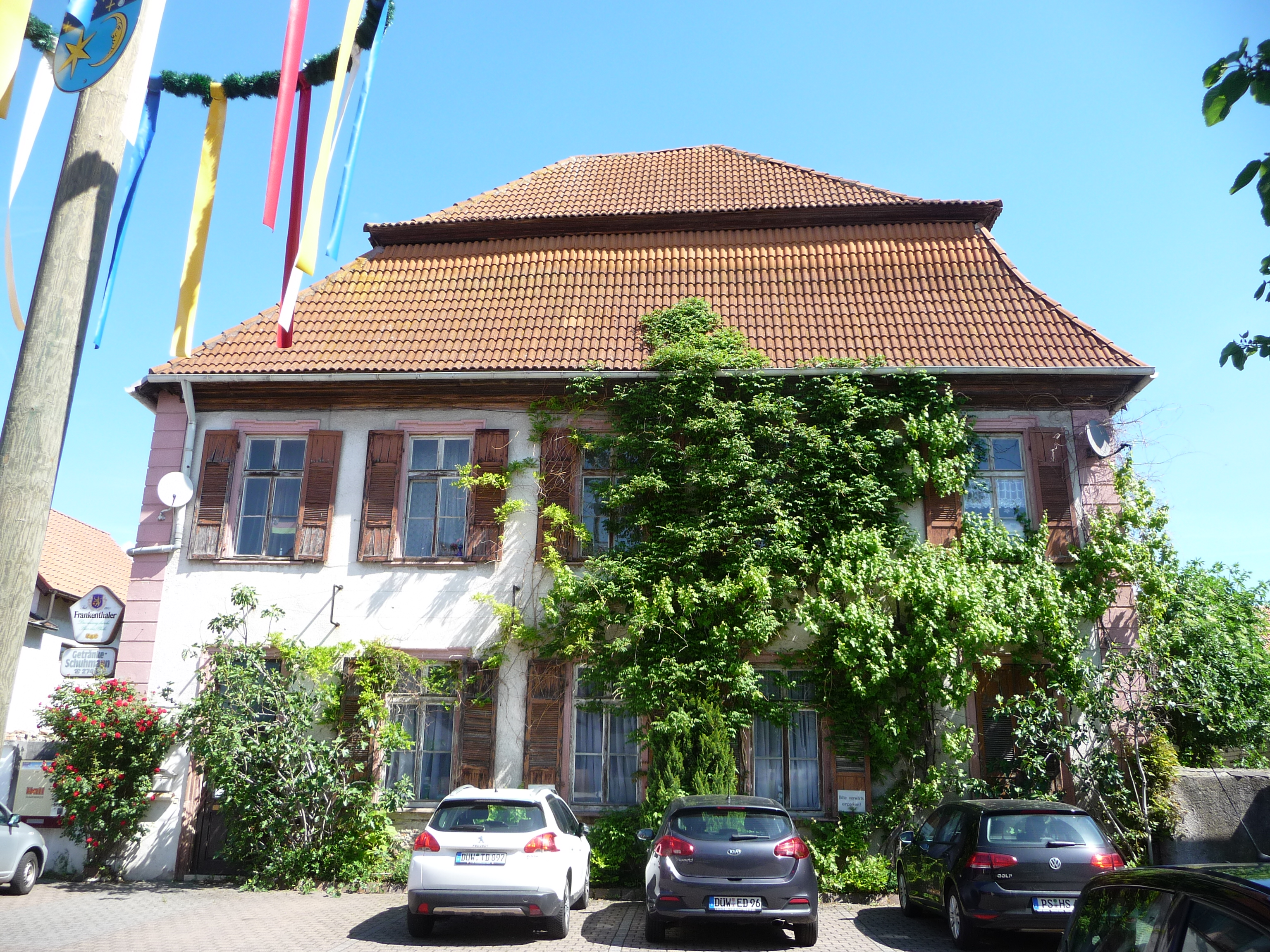
Ehemaliges Schloss Laumersheim
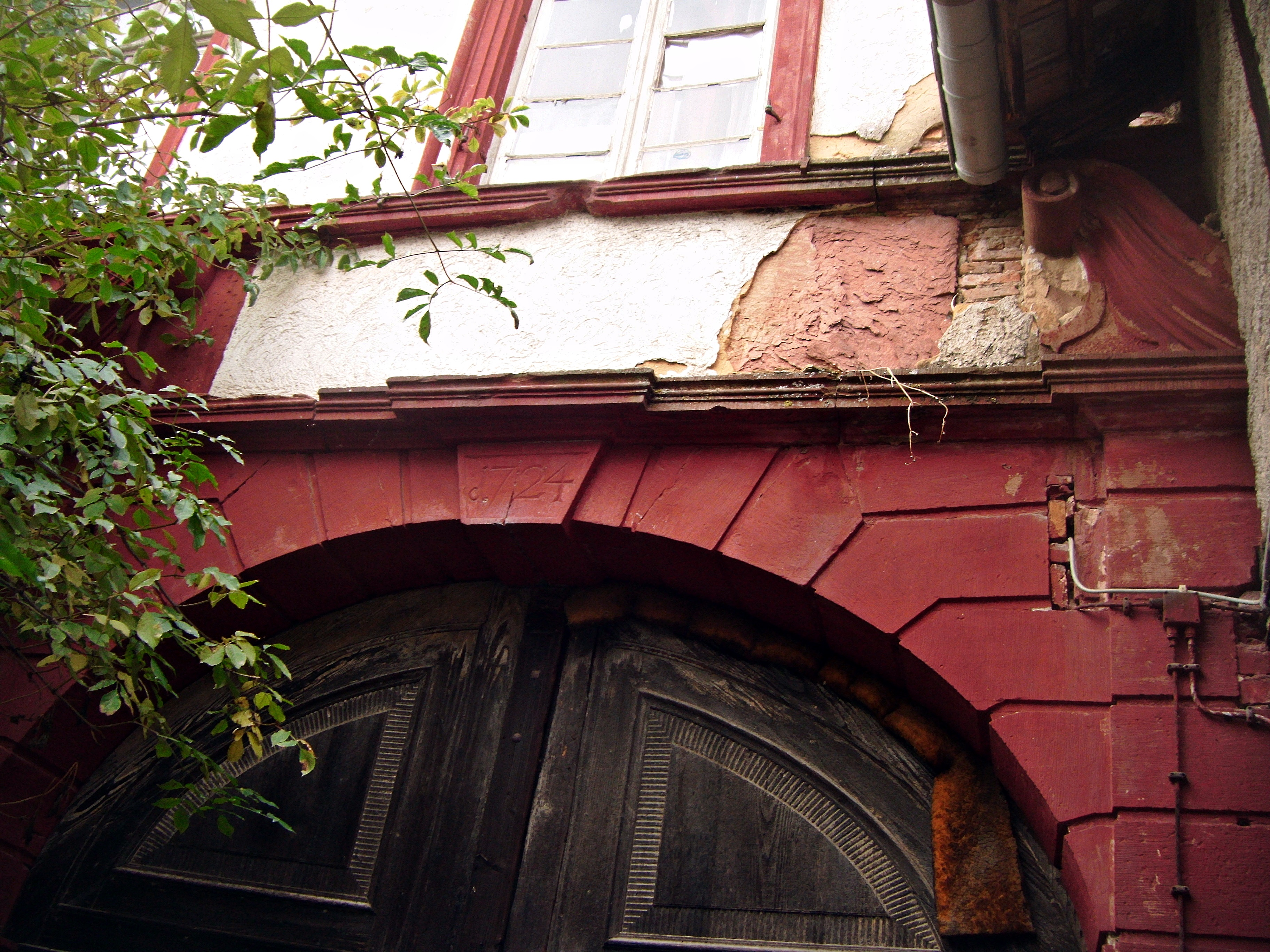
Toreinfahrt des ehemaligen Schlosses

Wallfahrtskapelle
Südlich von Laumersheim auf dem Palmberg (137 m, zwar nur geringfügig höher als der Ort, aber trotzdem mit weitem Rundblick) steht eine 1722 errichtete achteckige Wallfahrtskapelle. Im fensterlosen Innern finden sich eine Kreuzigungsgruppe aus dem 18. Jahrhundert sowie die Kopien mittelalterlicher Figuren, deren Originale im Historischen Museum der Pfalz zu Speyer aufbewahrt werden.
Bartholomäuskirche
Die römisch-katholische Kirche St. Bartholomäus war einstmals Filiale des später abgegangenen Dorfes Berghaselach auf dem Palmberg.
Aus der gotischen Erbauungszeit stammt noch der Turm mit Chor. In der Sakristei sind Wandmalereien vom Anfang des 14. Jahrhunderts erhalten. Auch drei wertvolle Holzfiguren von 1520 überdauerten bis heute. Nachdem das Dorf samt der Kirche 1689 im Pfälzischen Erbfolgekrieg durch französische Truppen angezündet worden war, wurde das Kirchenschiff auf Betreiben des ortsansässigen Adeligen Franz Caspar von Langen 1719 neu errichtet.
Schloss
Vom ehemaligen Schloss Laumersheim, das der barocke Nachfolgebau einer Wasserburg aus dem 15. Jahrhundert war, ist nur noch der Südteil erhalten. Er befindet sich in schlechtem baulichem Zustand.
Mühlen
Am Eckbach wurden einst die Weiden- und die Hornungsmühle betrieben. Der Eckbach-Mühlenwanderweg führt mit geringem Gefälle entlang des Baches durch das Dorf.

## Wirtschaft und Infrastruktur

### Wirtschaft

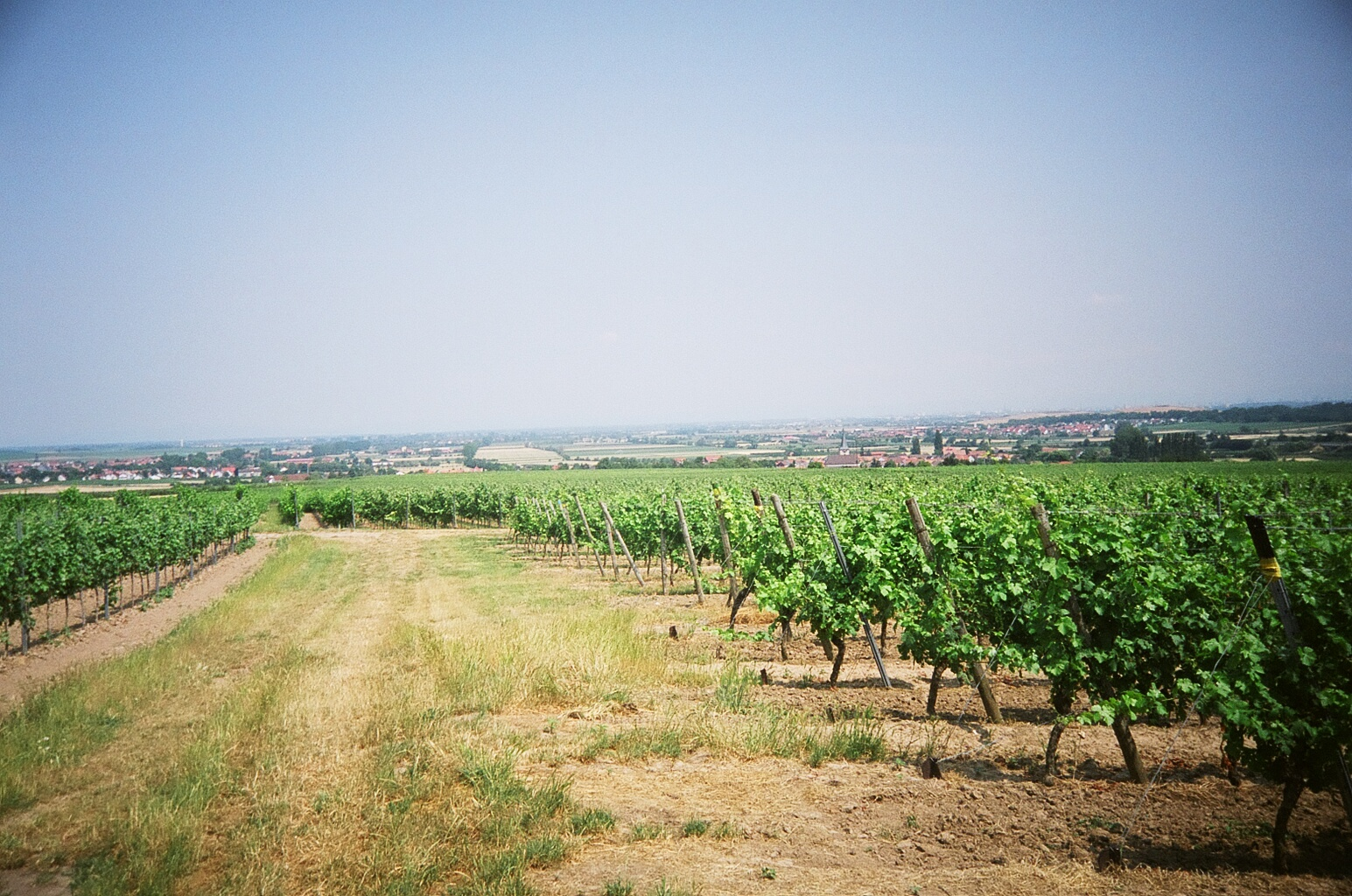
Weinberge in Laumersheim

Für zahlreiche Einwohner, die zu ihren 25–30 km entfernten Arbeitsplätzen im Raum Ludwigshafen/Mannheim pendeln, ist Laumersheim in erster Linie Wohngemeinde; Industrie gibt es hier nicht.
Die Landwirtschaft ist stark vom Weinbau geprägt. Vor allem edle Rotweine aus dem Ort (z. B. Spätburgunder und St. Laurent), die häufig in Barrique-Fässern ausgebaut werden, werden deutschlandweit vertrieben. Eine geschätzte Lage ist der Kapellenberg, dessen 64,9 Hektar zumeist auf dem Palmberg liegen. Nach diesem Hügel hat sich auch die örtliche Winzergenossenschaft benannt. Dort und in den weiteren Lagen Kirschgarten (52,7 Hektar) und Mandelberg (78,1 Hektar, ab Jahrgang 2009 wieder Steinbuckel) gedeihen auf kalkhaltigen Lösslehmböden körperreiche Weine mit ausgeprägten Fruchtaromen. Alle Lagen gehören zur Großlage Schwarzerde.
Mit etwa 50 Hektar Obstanbaufläche, darunter 80 % Tafeläpfel, trägt Laumersheim mittlerweile einen bedeutenden Anteil an der regionalen Obstproduktion.

### Verkehr
Laumersheim liegt zwischen Frankenthal und Grünstadt neben der A 6 (Mannheim–Saarbrücken), besitzt aber keinen eigenen Autobahnanschluss. Die Entfernung zur Anschlussstelle 19 Grünstadt beträgt 5 km. Durch das Dorf führen die Landesstraßen 455 (Dirmstein–Freinsheim) sowie 454 (Obersülzen–Weisenheim), die sich in der Ortsmitte leicht versetzt kreuzen.
Fast ein halbes Jahrhundert lang, von 1891 bis 1939, profitierte der Ort von der Lokalbahn, einer eingleisigen Schmalspurstrecke mit einer Spurweite von 1000 mm. Sie führte vom Frankenthaler Bahnhof, wo die Anbindung an die Reichsbahn erfolgte, westwärts bis nach Großkarlbach.

## Persönlichkeiten

### Söhne und Töchter der Gemeinde
- Joseph von Camuzi (1767–1828), Gutsbesitzer, Bayerischer Geheimer Rat, Bürgermeister im benachbarten Dirmstein, Mitglied der Kammer der Abgeordneten des Königreichs Bayern
- Gideon von Camuzi (1799–1879), Sohn des Joseph von Camuzi, Gutsbesitzer und Bürgermeister im benachbarten Dirmstein, Mitglied der Kammer der Abgeordneten des Königreichs Bayern
- Michael Krück (1842–1919), bayerischer Pädagoge
- Moritz Mayer (1864–1942), Justizrat in Frankenthal, Opfer des Holocaust
- Johann Christian Eberle (1869–1937), „Vater“ des Spar- und Girowesens
- Alexander Roob (* 1956), Zeichner und Hochschullehrer[20]

### Personen, die vor Ort gewirkt haben
- Felix Hell (* 1985), Orgelvirtuose, wuchs in Laumersheim auf.
- Franz Caspar von Langen (1651/52–1737), Eigentümer des Laumersheimer Schlosses, förderte den Wiederaufbau der St.-Bartholomäus-Kirche.